# 選挙の日 (アメリカ合衆国)
選挙の日（せんきょのひ、英: Election Day）は、アメリカ合衆国の公職一般投票の日である。11月の第1月曜日の翌日の火曜日に設置される。最も早い日程では11月2日、最も遅い日程では11月8日となる。

## 『選挙の日』に行われる投票
連邦選挙の『選挙の日』は西暦の偶数年に置かれる。大統領選挙は西暦年数が4で割り切れる年に行われる間接選挙で、『選挙の日』に行われる一般有権者による投票により大統領および副大統領を選ぶ選挙人団が州ごとに選ばれる。下院と上院の通常選挙は全ての偶数年に行われ、上院議員の任期は6年で3分の1ずつ改選し、全ての下院議員の任期は2年で、2年ごとに立候補する。新議員の任期は翌年1月3日からとなる。大統領と副大統領の任期は1月20日からの4年間である。大統領選挙が行われない年の議会通常選挙は中間選挙と呼ばれる。
州政府、地方自治体の選挙もまた利便性と経済面を考慮しこの『選挙の日』に行われる。ただし5つの州の州知事選挙などは奇数年に行われる。全国人口順位上位7位までの大都市の市長選挙もまた奇数年に行われる。首長や議員以外にも州や自治体の様々な公職や地域施設役員の公選、さらには住民提案（Initiative）や住民投票（Referendum）など、多数の投票項目があることも珍しくない。また、補欠選挙の一般投票日を『選挙の日』とすることもある。補欠選挙は必ずしも『選挙の日』に行わなければならないものではないが、補欠選挙を行うまでの任期を務める上院議員を州政府が任命できることもあり、上院補欠選挙の実施が急がれず偶数年の『選挙の日』を待って行われることは多い。上院より割合は少ないが、下院の補欠選挙も偶数年に欠員が発生したのであればその年の『選挙の日』を待って行われることもある。補欠選挙投票日が前任者の改選投票日と重なる場合、欠けた前任者の残り2か月分の任期の補欠選挙と翌年からの新任期の通常選挙を別々の投票項目として同時に行うこともある。

### 『選挙の日』以外の日に行われる投票
地方選挙・補欠選挙
上記のように、地方選挙や補欠選挙の一般投票投票日は、選挙の日の場合とそれ以外の日の場合がある。
二回投票制の選挙
州によっては議会選挙や首長選挙を二回投票制とし、初回投票を『選挙の日』に先んじて行うこともある。
期日前投票
多くの州が期日前投票制度を実施しているが、基本的に議会が大統領および議会の選挙の日を委任する。オレゴン州では全ての選挙が、多くの州で実施されている不在者投票（法により海外の軍人にはより長い期間が設定される）のように郵送によって行なわれ、選挙の日の設定された期間内に届かなくてはならない。ワシントン州でも全ての選挙が郵送によって行なわれるが、選挙の日の消印のあるもののみ有効である。
期日前投票制度の多くが1ヶ月ほど前に行なわれる。オレゴン州では大規模な選挙全てにおいて、選挙の日の数週間前に投票用紙が届けられて郵便による投票が行なわれている。
予備選挙
大統領、首長、議員などは『選挙の日』に先立って行われる予備選挙で政党の指名候補となることが一般的である。二大政党の予備選挙は州の公営選挙として行われることが多い。本選挙の有権者は予備選挙の有権者資格もある。このため、選挙の年には『選挙の日』の他にも予備選挙の投票日があることが通常である。

## 歴史
1792年から連邦法により議会は大統領選挙（または他の選挙人選挙）を大統領、副大統領（選挙人団）に投票することができるどの州の有権者も投票可能と考えられる日として12月の第1水曜日より前の34日間に行なうことを認可していた。11月の選挙の日は農家にとっては重要な収穫時期が終わった頃であり、道が雪で覆われ除雪しなくてはいけない状況になる、雪が深刻な問題になる前の時期である。しかし列車や電話による交通や通信の手段が発達すると、早期の投票結果が後期の投票結果に影響してしまうようになった。僅差の選挙では、後の方で投票した州の結果で勝敗が決まるようになった。
1845年、大統領を決める選挙人団を選ぶ統一された日が議会によって制定された。議会が、11月の第1月曜日の次の火曜日に設定した理由は諸説ある。有力な説は1844年12月のこの議案に関する議会の討論の記録によると
当初は4で割り切れる年（1848年、1852年…）の『11月第1火曜日』を大統領を決める選挙人団を選ぶ国家的記念日としていた。しかし年によっては11月第1火曜日と、選挙人団が州議事堂で投票する12月の第1水曜日の間が34日以上開くことがあり、これは現存する選挙人団法に反することになると指摘される。そのため、すでにニューヨーク州によって制定されていた11月第1月曜日の次の火曜日に改正された。
1845年頃、農業社会が広がっており、農業従事者は投票するため郡庁所在地に馬車で丸一日かけて移動する必要があった。火曜日に制定すればキリスト教の安息日である日曜日や多くの町で水曜日に開催される市場に影響がないとされた。

## 投票のための休暇
選挙の日はデラウェア州、ハワイ州、ケンタッキー州、モンタナ州、ニュージャージー州、ニューヨーク州、オハイオ州、ウエストバージニア州および海外領土のプエルトリコなど、州によっては休日になる。他の州では選挙に参加できるよう有給で時間を作ることを雇用主達に要請している。カリフォルニア州では勤務時間の最初か最後の2時間を選挙のために有給休暇としている。
また企業によっては選挙の日は投票のための遅刻や早退を認めている所もある。
何人かの活動家は、火曜日は多くの国民が勤務日であり投票率が下がることが懸念され、法により休日とするか2日間かそれ以上の日程で投票を受け付けるよう主張している。全米自動車労働組合は国内の自動車製造業者のために『選挙の日』を法的に休日にするよう交渉している。